# 3950 Yoshida
3950 Yoshida là một tiểu hành tinh vành đai chính that completes one revolution around Sun approximately every 5 năm. Nó được phát hiện ngày 8 tháng 2 năm 1986 bởi Shigeru Inoda và Takeshi Urata ở Karasuyama, Nhật Bản. Nó được đặt theo tên Tougo Yoshida (1864-1918), a Japanese toponymist.